# 民主進步黨 (香港)
民主進步黨（英語：Democratic Progressive Party of Hong Kong），簡稱民進黨，是香港已解散的泛民主派政黨，由前社會民主連線黨員楊繼昌領導和牽頭，在2015年12月13日成立，黨名的由來則是對台灣民主進步黨的羨慕，不過楊繼昌表示兩個同名的黨沒有任何關係。

## 簡介
2015年12月13日，楊繼昌宣布成立民主進步黨，標榜「和平理性」、「非勇武」的本土路線，聲稱要「最大限度地團結所有反對派的力量」。

## 歷史
據《香港獨立媒體》報導，楊繼昌強調，這個政黨對香港而言「既是泛民、亦是本土」，將團結所有反對派在2016年香港立法會選舉制定配票計劃。楊繼昌還估計，假使配票成功，泛民主派便可取得過半數議席；若是泛民能夠奪得過半議席，會開始調查香港特首梁振英的各種違法事宜；假如梁振英連任下屆特首，他會號召第二次雨傘革命。另外楊繼昌強調，該黨會奉行香港人自由、平等、法治、廉潔的價值。楊繼昌也表示，黨名靈感是出於對台灣成功例子的羨慕。楊還說已寫信給民主進步黨主席蔡英文，希望兩黨能有所合作。不過該黨還在籌備階段，黨員目前只有20多人。
2016年3月29日，該黨召開第一次黨員大會，公佈組織章程：凡成功加入成為黨員，皆會授予幹事職銜，主席由全體幹事在黨員大會中直選產生；主席以外另設總代表一職，其職能等同其他政黨的黨團召集人，但在沒有議席的情況下，總代表則由主席兼任。
2016年5月6日，楊繼昌表示，香港除了獨立建國之外還有多個自決選項，包括成為中華民國一個縣市、成為美國海外屬地、或與獨立的广东、广西合組聯邦或邦联，而這些選項的共通點就是都可以「一人一票」選出香港首長。 香港民进党认为世界潮流趋向分治而非统一，如果中国因内乱而进入分裂状态，一个以粤语人口为主的岭南独立国家，将发挥屏障香港的重要作用。香港可以利用本地的经济实力支援广东或两广立国，待大陆局势明朗，岭南国站稳阵脚，则再行商讨以何种型式与香港连结、联合。杨的观点被部分反对的人士批评其刺激北京，认为此举会让北京担心香港的独立思潮辐射两广邻近地区的民众。
2017年3月4日，該黨宣布由於沒有有足夠的會員人數召開年度會員大會，即日起停止運作。
2017年3月26日，該黨宣布為免「民主進步黨」名義被濫用而對其他華文地區的同名政團受到不必要影響，正式聲明解散，其Facebook專頁亦於十四日後刪除。

## 事件

### 2015年
- 12月13日：民主進步黨成立，由楊繼昌出任臨時幹事會主席。

### 2016年
- 7月22日：2016年香港立法會選舉，香港民進黨連同香港本土力量組成聯盟，並參選九龍西選區，惟香港民進黨的楊繼昌因未完成程序被取消資格，僅由香港本土力量的何志光參選，並以打擊及揭發黃毓民為旗號。何最終以399票低票落選，但被狙擊的黃毓民亦同告落選。

## 選舉經歷

### 2016年香港立法會選舉
香港民進黨連同香港本土力量參與2016年香港立法會選舉地區直選，以「導正本土 取締騙徒」為共同綱領，狙擊以本土派自居的現任議員黃毓民。
香港民進黨主席楊繼昌因拒絕簽署報名表格中擁護基本法的聲明而被取消資格，只剩下代表本土力量的何志光出戰九龍西選區。
何志光最後以九龍西最低票數落選，但黃毓民卻也因些微票數而連任失敗。

## 選舉

### 立法會選舉
| 選舉 | 民選得票 | 民選得票比例 | 地方選區議席 | 功能界別議席 | 總議席 | +/- |
| 2016 | 399      | 0.14%        | 0            | 0            | 0 / 70 | 0 ━ |

## 歷任主席
- 楊繼昌 任期：2015年12月13日至2017年3月4日

## 外部連結
- 民主進步黨的Facebook專頁[] （存檔)